# Динамо (женский волейбольный клуб, Берлин)
«Динамо» (Берлин) (нем. «Dynamo» Berlin) — немецкий (ГДР) женский волейбольный клуб из Берлина. Входил в структуру спортклуба «Динамо» Полное название — Sportclub «Dynamo» Berlin. Функционировал в 1956—1991 годах (с 1990 — «Берлин»). 

## Достижения
- 20-кратный чемпион ГДР — 1962—1966, 1968, 1969, 1972—1975, 1978, 1979, 1985—1991;
  - 11-кратный серебряный призёр чемпионатов ГДР — 1961, 1967, 1970, 1971, 1976, 1977, 1980—1984;
  - бронзовый призёр чемпионата ГДР 1960.
- 11-кратный победитель розыгрышей Кубка ГДР — 1964, 1966—1968, 1983—1987, 1989, 1991;
  - 5-кратный серебряный призёр Кубка ГДР — 1957, 1960, 1982, 1988, 1990;
  - двукратный бронзовый призёр Кубка ГДР — 1958, 1981.

- двукратный серебряный призёр розыгрышей Кубка европейских чемпионов — 1964, 1965;
  - 5-кратный бронзовый призёр Кубка европейских чемпионов — 1979, 1986, 1987, 1988, 1989.
- 3-кратный победитель розыгрышей Кубка обладателей кубков ЕКВ — 1978, 1984, 1985;
  - серебряный призёр Кубка обладателей кубков ЕКВ 1977.

## История
В 1954 году в столице ГДР Берлине под эгидой министерств внутренних дел и государственной безопасности был основан спортивный клуб «Динамо», в составе которого образована и женская волейбольная команда. Со второй половины 1950-х динамовские волейболистки прочно вошли в число ведущих команд ГДР. В 1957 «Динамо» выиграло свои первые медали национального уровня, став серебряным призёром Кубка ГДР, а в 1960, выиграв «бронзу», впервые вошло в число призёров по итогам уже чемпионата страны.
В 1962 году «Динамо» в первый раз в своей истории стало чемпионом страны и с тех пор на протяжении 30 сезонов 20 раз выигрывало «золото» национальных первенств, причём с 1972 в соперничестве прежде всего с шверинским «Трактором» (с 1972 по 1988 только эти две команды неизменно занимали первые два места в турнирной таблице чемпионатов ГДР). Большей частью из представительниц этих двух клубов формировалась и сборная ГДР — одна из сильнейших команд Европы 1970—1980-х годов. В составе команды ГДР, выигравшей свои первые медали континентального уровня («бронза» чемпионата Европы 1975) было сразу 7 волейболисток из берлинского «Динамо». 4 спортсменки «Динамо» стали серебряными призёрами московской Олимпиады — Б.Чекалла, К.Муммхардт, К.Буллин и Х.Леман. В составе сборной ГДР, впервые ставшей чемпионом Европы в 1983 году, было 7 динамовских волейболисток — Х.Леман, М.Бой, А.Радфан, М.Арльт, Г.Йенсен, Р.Ландграф и С.Шотт. Соавторами победного чемпионата Европы 1987 (второго для команды ГДР) были уже 8 «динамовок» — М.Бой, А.Радфан, М.Арльт, Г.Йенсен, Х.Йенсен, К.Бонат, К.Лангшвагер и С.Ламе, а возглавлял команду тренер «Динамо» Зигфрид Кёлер, двумя годами ранее назначенный главным тренером сборной ГДР (наставник «Динамо» в 1968—1990).
В 1963 году берлинское «Динамо» дебютировало в Кубке европейских чемпионов, но на четвертьфинальной стадии уступило своим московским одноклубницам 0:3 и 1:3. В двух последующих розыгрышах главного (и тогда единственного) клубного европейского трофея «Динамо» (Берлин) доходило до финала, но оба раза уступало своим соперницам — в 1964 болгарскому «Левски» 0:3 и 3:1 (по соотношению сетов), а 1965 московскому «Динамо» дважды по 0:3. Трижды подряд (с 1973 по 1975) берлинское «Динамо» становилось участником «финала четырёх» Кубка чемпионов, но все три раза замыкало итоговую расстановку финального этапа.
В 1977 и 1978 годах «Динамо» в качестве серебряного призёра чемпионатов ГДР принимало участие в розыгрышах Кубка обладателей кубков ЕКВ и оба раза доходили до финальной стадии турниров, проводившейся по круговой системе среди 4 команд. В 1977 динамовские волейболистки стали серебряными призёрами Кубка, уступив в заключительном матче финала советской «Искре» 1:3, а годом спустя выиграли «золото» второго по значимости еврокубкового турнира, уверенно переиграв «финале четырёх» соперниц из Чехословакии, ФРГ и Венгрии.
В 1979 году «Динамо» стало бронзовым призёром Кубка европейских чемпионов, а в 1984 и 1985 брало «золото» Кубка обладателей кубков ЕКВ, причём в решающем матче розыгрыша 1985 года обыграло фаворита турнира — советскую «Уралочку» — со счётом 3:2.
В 1986—1989 четырежды подряд берлинские «динамовки» выходили в финальную стадию Кубка европейских чемпионов и каждый раз замыкали тройку сильнейших главного клубного турнира Европы.
В марте 1990 года спортивный клуб «Динамо» (Берлин) преобразован в Полицейский спортивный клуб «Берлин» (нем. Polizei Sportclub «Berlin»), а месяц спустя — в спортивный клуб «Берлин». После объединения Германии женская волейбольная команда «Берлин» выиграла последний чемпионат бывшего ГДР (Оберлига; сезон 1990/91), после чего объединилась с ВК «Рудов» из Западного Берлина в клуб КЮД (Христианская молодёжная сельская организация Германии; нем. CJD — Christliches Jugenddorfwerk Deutschlands, в 1991 году стартовавший в чемпионате Германии.

## Источник
- Волейбол. Энциклопедия/Сост. В. Л. Свиридов. Москва: Издательства «Человек» и «Спорт» — 2016.